# Taruga fastigo
Taruga fastigo es una especie de anfibios que habita en Sri Lanka.
Esta especie se encuentra en peligro de extinción por la pérdida de su hábitat natural.